# Диамбеков, Георгий Борисович
Георгий Борисович Диамбеков (1870 — ?) — русский военный деятель, полковник. Герой Первой мировой войны.

## Биография
В 1893 году после окончания Владикавказского реального училища вступил в службу. В 1894 году после окончания Елисаветградского кавалерийского училище по I разряду произведён в корнеты и выпущен в Ахтырский 12-й гусарский полк. 
В 1898 году произведён в поручики, в 1900 году в штабс-ротмистры, в 1904 году в ротмистры — командир эскадрона. С 1914 года  участник Первой мировой войны, за боевые отличия произведён в подполковники. В 1916 году за боевые отличия произведён в полковники.  

Высочайшим приказом от 11 октября 1914 года за храбрость награждён Георгиевским оружием: 
За то, что в бою у дер. Руда, несмотря на сильный перекрёстный огонь противника, на гористой местности, покрытой лесом, подняв первым свой эскадрон из цепи, повёл его и подходившие части пехоты в атаку на наступавших австрийцев в гораздо больших силах и опрокинул их. Находясь в течение целого дня под сильным огнём противника, как ружейным так и шрапельным, он своим мужеством и храбростью воодушевляя гусар водил их несколько раз в атаку, чем много способствовал удержанию в наших руках этого места

Высочайшим приказом от 14 июня 1915 года за храбрость награждён орденом Святого Георгия 4-й степени:
За то, что   в бою 22 марта 1915 года на высоту 206 у д. Самучин, во главе 3-х спешенных эскадронов, бросился на окопы противника; несмотря на убийственный шрапнельный, пулеметный и ружейный огонь, преодолел проволочные заграждения, заставил противника отступить и взял 3 действующих пулемета
После Октябрьской революции с 1918 года служил в армии Директории Украинской Народной Республики. С 1919 года остался на территории советской власти. В 1939 году арестован органами НКВД СССР, приговорён к ВМН — расстрелу. Захоронен в городе Винница.

## Семья
Был женат на дочери графа Николая Аркадьевича Моркова и правнучке генерал-лейтенанта графа Ираклия Ивановича Моркова — Елизавете

## Награды
- Орден Святого Станислава 3-й степени (ВП 1907)
- Орден Святой Анны 3-й степени с мечами и бантом (ВП 1910; Мечи — ВП 19.07.1916)
- Орден Святого Станислава 2-й степени с мечами (ВП 08.04.1914; Мечи — ВП 02.05.1915)
- Георгиевское оружие (ВП 11.10.1914)
- Орден Святого Владимира 4-й степени с мечами и бантом (ВП 05.12.1914)
- Орден Святой Анны 2-й степени с мечами (ВП 05.12.1914)
- Орден Святого Георгия 4-й степени (ВП 14.06.1915)
- Орден Святого Владимира 3-й степени с мечами (ВП 30.06.1917)